# WTA Swiss Open 1992 - Doppio
Il doppio del torneo di tennis WTA Swiss Open 1992, facente parte del WTA Tour 1992, ha avuto come vincitrici Amy Frazier e Elna Reinach che hanno battuto in finale Karina Habšudová e Marianne Werdel con il punteggio di 7–5, 6–2.

## Teste di serie
1. Nicole Bradtke /  Rennae Stubbs (semifinali)
2. Amy Frazier /  Elna Reinach (campionesse)

1. Maya Kidowaki /  Radka Zrubáková (primo turno)
2. Karina Habšudová /  Marianne Werdel (finale)

## Tabellone

### Legenda
| - Q = Qualificato - WC = Wild card - LL = Lucky loser | - ALT = Alternate - SE = Special Exempt - PR = Protected Ranking | - w/o = Walkover - r = Ritirato - d = Squalificato |